# Distretto di Poddębice
Il distretto di Poddębice (in polacco powiat poddębicki) è un distretto polacco appartenente al voivodato di Łódź.

## Geografia antropica

### Suddivisioni amministrative
Il distretto comprende 6 comuni.
- Comuni urbano-rurali: Poddębice, Uniejów
- Comuni rurali: Dalików, Pęczniew, Wartkowice, Zadzim